# Hyperolius lucani
Hyperolius lucani es una especie de anfibios anuros de la familia Hyperoliidae.

## Distribución geográfica y hábitat
Es endémica de Cabinda (Angola).
Su hábitat natural incluye ríos, marismas de agua dulce y corrientes intermitentes de agua dulce.